# روبن موريسون
روبن موريسون (بالإنجليزية: Robin Morrison)‏ هو مصور نيوزيلندي، ولد في 16 يونيو 1944، وتوفي في 12 مارس 1993.